# Peter Plogojowitz
Peter Plogojowitz (in serbo Петар Благојевић?, Petar Blagojević; ... – 1725) è stato un contadino serbo  che si riteneva fosse diventato, dopo la morte, un vampiro, ed avesse ucciso nove suoi compaesani.
Il suo è uno dei primi, più sensazionali e meglio documentati, casi di suggestione circa i vampiri. Viene descritto nei resoconti del Vicario Imperiale Frombald, ufficiale dell'amministrazione austriaca, che presenziò alla dissepoltura del cadavere di Plogojowitz effettuata allo scopo di trafiggerlo con un paletto.

## Il caso
Peter Plogojowitz visse in un villaggio chiamato Kisilova (probabilmente l'attuale Kisiljevo/Кисиљево), vicino alla città di Veliko Gradište/Велико Градиште, nella parte nord orientale della Serbia centrale, nel periodo in cui quella parte dell'impero ottomano passava nelle mani asburgiche, con il trattato di Passarowitz del 1718, per essere successivamente riceduta agli Ottomani col trattato di Belgrado del 1739. 
Alla sua morte, avvenuta nel 1725, seguirono molte altre morti improvvise, che sopraggiungevano dopo malattie molto brevi, al massimo di 24 ore. Nell'arco di otto giorni, perirono nove persone, che poco prima di morire avevano dichiarato di essere state prese per la gola da Plogojowitz.
Inoltre sua moglie dichiarò che era venuto a trovarla per chiedere le sue opanak (tipiche scarpe serbe), cosa che la fece decidere a trasferirsi in un altro villaggio. 
Secondo altre leggende Plogojowitz era ritornato a casa per chiedere del cibo al proprio figlio, che uccise brutalmente quando questi glielo rifiutò. 
Gli abitanti del villaggio decisero di disseppellire il corpo per ricercarvi segni di vampirismo, come la crescita dei capelli, della barba e delle unghie dopo la morte e l'assenza di segni di decomposizione. Chiesero che il Vicario Imperiale Frombald, assieme a un prete, presenziasse a tale verifica, come rappresentante dell'amministrazione. Frombald tentò di convincerli della necessità di acquisire preventivamente il permesso dall'autorità austriaca di Belgrado, ma i cittadini di Kisilova temevano che nel frattempo l'intera loro comunità sarebbe stata sterminata dal vampiro, cosa che sostenevano fosse già successa durante il "periodo turco" (vale a dire quando il villaggio era stato sotto il controllo dell'impero ottomano). Chiesero quindi a Frombald di rilasciare egli stesso una immediata autorizzazione, minacciando di abbandonare in massa il villaggio se ciò non fosse avvenuto. Frombald dovette così acconsentire. Assieme al prete di Veliko Gradište, vide il corpo già esumato, in cui si stupì di riscontrare effettivamente i segni che la gente del posto qualificava come quelli di un vampiro. Il corpo non era decomposto, capelli e barba erano cresciuti, aveva nuova pelle e nuove  unghie (le vecchie si erano staccate) ed era presente del sangue nella sua bocca. La gente, che appariva "più offesa che intimorita”, gli conficcò un paletto nel cuore, cosa che provocò la fuoriuscita di "sangue fresco" dalla bocca e dalle orecchie del cadavere, e infine lo bruciò. Frombald concluse il suo rapporto chiedendo che, nel caso in cui fosse stato riscontrata l'illegittimità di tali azioni, potesse essere escluso dalla punizione, perché i "cittadini erano fuori di senno dalla paura". La autorità, apparentemente, non assunsero alcuna decisione contro l'episodio, il cui resoconto è uno dei primi documenti che testimoniano le credenze sui vampiri dell'Europa orientale.
Il resoconto fu pubblicato sul viennese Wienerisches Diarium, l'attuale Wiener Zeitung. Assieme a quello molto simile su Arnold Paole del 1726-1732, venne tradotto e diffuso a nord e ad ovest, contribuendo alla fobia dei vampiri che nel XVIII secolo si sviluppò in Germania, in Francia ed in Inghilterra. Lo strano fenomeno di cui l'ufficiale austriaco era stato testimone è oggi noto come un processo che può manifestarsi nel naturale processo di decomposizione dei corpi.

## Curiosità
- Peter Plogojowitz è alla base del romanzo di Fred Vargas Un luogo incerto, (Un lieu incertain), Einaudi, 2009 (ISBN 9788806196899)